# Conopophaga aurita
Conopophaga aurita là một loài chim trong họ Conopophagidae.